# Azizbek Haydarov
Azizbek Haydarov, né le 8 juillet 1985 à Tachkent en Ouzbékistan, est un footballeur international ouzbek.
Il évolue actuellement au poste de milieu avec le club de l'Al-Shabab Dubaï.

## Biographie

### Sélection
Azizbek Haydarov est convoqué pour la première fois par le sélectionneur national Rauf Inileev pour un match amical face à l'Irak le 2 juillet 2007 (2-0). 
Il participe à la Coupe d'Asie 2007 et 2011 avec l'Ouzbékistan.
Il compte 51 sélections et 0 but avec l'équipe d'Ouzbékistan depuis 2007.

## Palmarès

### En club
- FC Bunyodkor :
  - Champion d'Ouzbékistan en 2008, 2009 et 2010
  - Vainqueur de la Coupe d'Ouzbékistan en 2008 et 2010

### En sélection nationale
- Quatrième de la Coupe d'Asie en 2011

## Statistiques

### Statistiques en club
| Saison                | Club                  | Championnat           | Championnat | Championnat | Coupe(s) nationale(s) | Coupe(s) nationale(s) | Compétition(s) continentale(s) | Compétition(s) continentale(s) | Compétition(s) continentale(s) | Ouzbékistan | Ouzbékistan | Total | Total |
| Saison                | Club                  | Division              | M.          | B.          | M.                    | B.                    | Comp.                          | M.                             | B.                             | M.          | B.          | M.    | B.    |
| 2004                  | Lokomotiv Tachkent    | Uzbek League          | 7           | 2           | -                     | -                     | -                              | -                              | -                              | -           | -           | 7     | 2     |
| 2005                  | Lokomotiv Tachkent    | Uzbek League          | 18          | 0           | -                     | -                     | -                              | -                              | -                              | -           | -           | 18    | 0     |
| 2006                  | Lokomotiv Tachkent    | Uzbek League          | -           | -           | -                     | -                     | -                              | -                              | -                              | -           | -           | 0     | 0     |
| 2007                  | Kuruvchi Tachkent     | Uzbek League          | -           | -           | -                     | -                     | -                              | -                              | -                              | 7           | 0           | 7     | 0     |
| 2008                  | FC Bunyodkor          | Uzbek League          | -           | -           | -                     | -                     | ACL                            | 10                             | 0                              | 9           | 0           | 19    | 0     |
| 2009                  | FC Bunyodkor          | Uzbek League          | -           | -           | -                     | -                     | ACL                            | 8                              | 0                              | 5           | 0           | 13    | 0     |
| 2010                  | FC Bunyodkor          | Uzbek League          | 24          | 0           | 3                     | 1                     | ACL                            | 7                              | 1                              | 4           | 0           | 38    | 2     |
| 2011                  | FC Bunyodkor          | Uzbek League          | 12          | 1           | 1                     | 0                     | ACL                            | 7                              | 1                              | 10          | 0           | 30    | 2     |
| 2011-2012             | Al-Shabab             | Pro-League            | 17          | 0           | 7                     | 2                     | ACL                            | 5                              | 1                              | 8           | 0           | 37    | 3     |
| 2012-2013             | Al-Shabab             | Pro-League            | 19          | 3           | 4                     | 1                     | ACL                            | 7                              | 0                              | 8           | 0           | 38    | 4     |
| 2013-2014             | Al-Shabab             | Pro-League            | -           | -           | -                     | -                     | -                              | -                              | -                              | -           | -           | 0     | 0     |
| Total sur la carrière | Total sur la carrière | Total sur la carrière | 103         | 6           | 8                     | 1                     | -                              | 21                             | 0                              | 48          | 0           | 180   | 7     |